# Indywidualne Mistrzostwa Polski w Zapasach 2014

## Mistrzostwa Polski w Zapasach2014

### Kobiety
22. Mistrzostwa Polski – 25–27 kwietnia 2014, Solec Kujawski

### Mężczyźni
- styl wolny

67. Mistrzostwa Polski – 25–27 kwietnia 2014, Solec Kujawski
- styl klasyczny

84. Mistrzostwa Polski – 25–27 kwietnia 2014, Solec Kujawski

## Medaliści

### Kobiety
| Kategoria: | Złoto:                                          | Srebro:                              | Brąz:                                                                            |
| 48 kg      | Iwona Matkowska Grunwald Poznań                 | Monika Kędrak Cement Gryf Chełm      | Anna Łukasiak AZS-AWF Warszawa Aleksandra Michałek CSiR Dąbrowa Górnicza         |
| 53 kg      | Katarzyna Krawczyk Cement Gryf Chełm            | Paula Kozłow Unia Racibórz           | Sara Jezierzańska Dąb Brzeźnica Sylwia Szulc Olimpijczyk Radom                   |
| 55 kg      | Roksana Zasina ZTA Zgierz                       | Karolina Krawczyk Cement Gryf Chełm  | Natalia Kubaty Slavia Ruda Śląska Daria Szymeczko Slavia Ruda Śląska             |
| 58 kg      | Anna Zwirydowska ZTA Zgierz                     | Karolina Wieczerza Cement Gryf Chełm | Katarzyna Michalak AZS-AWF Warszawa Ilona Sobczyńska Cement Gryf Chełm           |
| 60 kg      | Katarzyna Mądrowska Feniks Stargard Szczeciński | Beata Federowicz Cement Gryf Chełm   | Marzena Horoszko Piast Wola Jowita Wrzesień CSiR Dąbrowa Górnicza                |
| 63 kg      | Monika Michalik Grunwald Poznań                 | Agnieszka Król Unia Racibórz         | Sandra Kaźmierowska Tęcza Środa Wielkopolska Izabela Strzałka Slavia Ruda Śląska |
| 69 kg      | Agnieszka Wieszczek-Kordus Grunwald Poznań      | Daria Osocka Agros Żary              | Paulina Kontna KS Koronowo Agata Tatar Dąb Brzeźnica                             |
| 75 kg      | Weronika Maleszka Cement Gryf Chełm             | Laura Robocińska Zagłębie Wałbrzych  | Patrycja Howis AZS-AWF Warszawa Anna Urbanowicz Cement Gryf Chełm                |

### Mężczyźni

#### Styl wolny
| Kategoria: | Złoto:                                | Srebro:                             | Brąz:                                                                 |
| 57 kg      | Adam Słowiński LKS Ceramik Krotoszyn  | Grzegorz Łabus Slavia Ruda Śląska   | Łukasz Stelmaszak UKS SMS Łódź Patryk Szałowski Pogoń Ruda Śląska     |
| 61 kg      | Dawid Romanowicz ZTA Zgierz           | Kamil Kosturbiec Zapasy Kołobrzeg   | Piotr Soroka Spartakus Pyrzyce Tomasz Stasicki LMKS Krasnystaw        |
| 65 kg      | Krzysztof Bieńkowski AKS Białogard    | Paweł Albinowski Mazowsze Teresin   | Marcin Majka ZTA Zgierz Mateusz Nejman ZTA Zgierz                     |
| 70 kg      | Rafał Statkiewicz Grunwald Poznań     | Arkadiusz Bohm Orzeł Namysłów       | Piotr Krajewski Grunwald Poznań Arkadiusz Szeja Piast Wola            |
| 74 kg      | Krystian Brzozowski Orzeł Namysłów    | Andrzej Sokalski Slavia Ruda Śląska | Andrzej Grzelak Grunwald Poznań Michał Suchorowiec Budowlani Olsztyn  |
| 86 kg      | Radosław Marcinkiewicz Orzeł Namysłów | Maciej Balawender Grunwald Poznań   | Patryk Dublinowski AKS Białogard Sebastian Jezierzański Dąb Brzeźnica |
| 97 kg      | Zbigniew Baranowski AKS Białogard     | Damian Terenowicz ZTA Zgierz        | Radosław Baran Grunwald Poznań Maciej Hasiec Podlasie Białystok       |
| 125 kg     | Kamil Skaskiewicz AKS Białogard       | Radosław Dublinowski AKS Białogard  | Dariusz Filipczak LKS Ceramik Krotoszyn Krzysztof Swoboda ZTA Zgierz  |

#### Styl klasyczny
| Kategoria: | Złoto:                               | Srebro:                                  | Brąz:                                                                              |
| 59 kg      | Michał Tracz Śląsk Wrocław           | Dawid Ersetic Unia Racibórz              | Arkadiusz Gucik Unia Racibórz Przemysław Piątek Olimpijczyk Radom                  |
| 66 kg      | Daniel Rutkowski Olimpijczyk Radom   | Michał Kośla Olimpijczyk Radom           | Edgar Melkumov AKS Piotrków Trybunalski Grzegorz Wanke ZKS Miastko                 |
| 71 kg      | Przemysław Kraczkowski Śląsk Wrocław | Michał Medyński Agros Żary               | Krzysztof Bańczyk Unia Racibórz Jacek Maliszewski AZS-AWF Warszawa                 |
| 75 kg      | Arkadiusz Kułynycz Olimpijczyk Radom | Łukasz Fafiński Olimpijczyk Radom        | Dawid Klimek Śląsk Wrocław Jacek Tomaszewski AKS Piotrków Trybunalski              |
| 80 kg      | Tadeusz Michalik Sobieski Poznań     | Mateusz Wolny Unia Racibórz              | Łukasz Charzewski Zagłębie Wałbrzych Michał Król AKS Piotrków Trybunalski          |
| 85 kg      | Michał Pietrzak Sobieski Poznań      | Krystian Formela Cartusia Kartuzy        | Kamil Dzitkowski AKS Piotrków Trybunalski Piotr Przepiórka Olimpijczyk Radom       |
| 98 kg      | Marcin Olejniczak Sobieski Poznań    | Damian Janikowski Śląsk Wrocław          | Radosław Grzybicki AKS Piotrków Trybunalski Łukasz Konera AKS Piotrków Trybunalski |
| 130 kg     | Łukasz Banak Śląsk Wrocław           | Andrzej Deberny AKS Piotrków Trybunalski | Marek Kraszewski Śląsk Wrocław Seweryn Szreder AZS-AWF Warszawa                    |